# Diócesis de Cabancalán
La diócesis de Cabancalán (en latín: Dioecesis Cabancalensis, en inglés: Roman Catholic Diocese of Kabankalan y en tagalo: Diyosesis ng Kabankalan) es una circunscripción eclesiástica de la Iglesia católica en Filipinas. Se trata de una diócesis latina, sufragánea de la arquidiócesis de Jaro. Desde el 12 de marzo de 2018 su obispo es Louie Patalinghug Galbines.

## Territorio y organización
La diócesis tiene 3923 km² y extiende su jurisdicción sobre los fieles católicos de rito latino residentes en la región de Bisayas Occidentales en la parte meridional de la provincia de Negros Occidental, constituida por tres ciudades y 8 municipios: Kabankalan, Himamaylan, Sipalay, La Castellana, Moises Padilla, Isabela, Binalbagan, Ilog, Cauayan, Candoni y Hinoba-an.
La sede de la diócesis se encuentra en la ciudad de Cabancalán, en donde se halla la Catedral de San Francisco Javier.
En 2019 en la diócesis existían 28 parroquias.

## Historia
La diócesis fue erigida el 30 de marzo de 1987 mediante la bula Resonant usquequaque por el papa Juan Pablo II, obteniendo el territorio de la Bacólod.

## Estadísticas
Según el Anuario Pontificio 2020 la diócesis tenía a fines de 2019 un total de 753 823 fieles bautizados.
| Año                                                                             | Población            | Población | Población      | Sacerdotes | Sacerdotes    | Sacerdotes    | Bautizados por sacerdote | Diáconos permanentes | Religiosos | Religiosos | Parroquias |
| Año                                                                             | Bautizados católicos | Total     | % de católicos | Total      | Clero secular | Clero regular | Bautizados por sacerdote | Diáconos permanentes | Varones    | Mujeres    | Parroquias |
| ------------------------------------------------------------------------------- | -------------------- | --------- | -------------- | ---------- | ------------- | ------------- | ------------------------ | -------------------- | ---------- | ---------- | ---------- |
| 1990                                                                            | 631 199              | 736 292   | 85.7           | 36         | 20            | 16            | 17 533                   |                      | 16         | 22         | 27         |
| 1999                                                                            | 615 828              | 757 702   | 81.3           | 40         | 33            | 7             | 15 395                   |                      | 7          | 24         | 29         |
| 2000                                                                            | 830 370              | 971 932   | 85.4           | 40         | 33            | 7             | 20 759                   |                      | 7          | 24         | 29         |
| 2001                                                                            | 636 286              | 706 984   | 90.0           | 38         | 33            | 5             | 16 744                   |                      | 5          | 22         | 58         |
| 2002                                                                            | 644 810              | 716 456   | 90.0           | 47         | 40            | 7             | 13 719                   |                      | 7          | 26         | 29         |
| 2003                                                                            | 688 676              | 765 194   | 90.0           | 47         | 42            | 5             | 14 652                   |                      | 5          | 20         | 29         |
| 2004                                                                            | 553 057              | 614 508   | 90.0           | 45         | 40            | 5             | 12 290                   |                      | 5          | 22         | 29         |
| 2006                                                                            | 574 000              | 638 000   | 90.0           | 52         | 47            | 5             | 11 038                   |                      | 5          | 24         | 29         |
| 2011                                                                            | 634 000              | 703 000   | 90.2           | 47         | 45            | 2             | 13 489                   |                      | 4          | 21         | 29         |
| 2013                                                                            | 657 000              | 728 000   | 90.2           | 49         | 48            | 1             | 13 408                   |                      | 4          | 22         | 28         |
| 2016                                                                            | 710 834              | 888 542   | 80.0           | 55         | 54            | 1             | 12 924                   |                      | 5          | 25         | 28         |
| 2019                                                                            | 753 823              | 942 279   | 80.0           | 61         | 60            | 1             | 12 357                   |                      | 5          | 24         | 28         |
| Fuente: Catholic-Hierarchy, que a su vez toma los datos del Anuario Pontificio. |                      |           |                |            |               |               |                          |                      |            |            |            |

## Episcopologio
- Vicente Macanan Navarra (21 de noviembre de 1987-24 de mayo de 2001 nombrado obispo de Bacólod)
- Patricio Abella Buzon, S.D.B. (27 de diciembre de 2002-24 de mayo de 2016 nombrado obispo de Bacólod)
- Louie Patalinghug Galbines, desde el 12 de marzo de 2018